# Faryd Mondragón
Faryd Camilo Mondragón Alí (Cali, 21 de junio de 1971) es un exfutbolista colombiano de ascendencia libanesa. Su posición era la de arquero. Se retiró tras veinticuatro años de actividad siendo parte de la selección Colombia en el Mundial de Brasil 2014. Actualmente es comentarista en el canal Win Sports.
En la Copa del Mundo Brasil 2014, fue el futbolista con más edad en participar de la fase final de un Mundial, y el récord de mayor periodo entre dos mundiales (dieciséis años) siendo su última participación en Francia 1998. Su tercer récord  es el de acumular 20 años desde su primera aparición en un Mundial (Estados Unidos 1994) y (Brasil 2014), además ha disputado 5 eliminatorias mundialistas: 1994, 1998, 2002, 2006, 2014, otro de sus grandes récords. 
El 4 de julio de 2014, anunció su retiro como jugador profesional después de la eliminación de Colombia en el Mundial de Brasil 2014, 2-1 a manos del anfitrión en cuartos de final. Durante su participación en esa edición de la Copa Mundial rompió el récord del camerunés Roger Milla, quien hasta entonces era el jugador de mayor edad que había participado en una Copa del Mundo. Ese récord se mantuvo hasta el Mundial del 2018 cuando fue superado por el arquero egipcio Essam El-Hadary con cuarenta y cinco años de edad. Pero sigue manteniendo el récord del arquero de más edad en llegar a cuartos de final de un Mundial.

## Trayectoria

### Real Cartagena
Llegaría a préstamo al Real Cartagena en el primer semestre del año 1992.
Fue partícipe en victorias fundamentales del Equipo, ganando al DIM y al gran América de Cali, 1-0 y 2-0 respectivamente.
Se ganó el cariño de los cartageneros, que con orgullo cuentan a sus hijos y nietos que un portero internacional y mundialista, militó en su amado equipo.

### Argentinos Juniors
Faryd Mondragón llegaría a Argentinos Juniors procedente de Cerro Porteño en el año 1993, en el conjunto argentino realizaría muy buenas actuaciones en la liga argentina, disputando veintiún partidos. En esa temporada, Mondragón también sería convocado por primera vez a la selección Colombia por sus buenas actuaciones para disputar las eliminatorias al Mundial de 1994.

### Independiente
Luego de su gran paso por Argentinos Juniors, Faryd sería traspasado a Independiente de Avellaneda, en este equipo jugaría por 4 temporadas, disputando 103 partidos y anotando un gol de penalti. Con Independiente, se coronaría campeón de la Supercopa Sudamericana 1995 venciendo a Flamengo de Brasil, siendo pieza clave en el equipo.

### Real Zaragoza
Tras su exitoso paso por Independiente, es fichado por el Real Zaragoza, donde duraría una temporada, jugando solamente trece partidos. Después de su rápido paso por el Zaragoza, regresaría nuevamente al Independiente.

### Regreso a Independiente
Después de su corta trayectoria en el Real Zaragoza, regresa en 1999 a Independiente para jugar su segundo ciclo en la institución. Mondragón jugaría 16 partidos con Independiente en el Clausura, realizando una gran temporada y quedando subcampeón, solo por detrás de River Plate. Su último partido con los diablos rojos fue el 10 de julio de 2000, ante Belgrano de Córdoba, ganando el partido por 2-1, ese sería su partido número 119 con Independiente.

### Metz
Después de su segundo ciclo en Independiente, Mondragón ficharía por el Metz de la Ligue 1. Con sus paradas, Faryd sería la figura del equipo y ayudaría a que no descendiera en la temporada 2001/2002. En la temporada siguiente, Mondragón fue acusado de usar un pasaporte griego falso y fue sancionado a pagar 40 000 dólares como multa, el colombiano apelaría a la sanción, y meses después saldría absuelto demostrando que era inocente. La siguiente temporada el Galatasaray lo ficharía por 5 000 000 de dólares.

### Galatasaray
Mondragón sería fichado por el Galatasaray Spor Kulübü, tras su exitoso paso por el Metz. Faryd jugaría 6 años en el equipo turco (desde la temporada 2001 hasta 2007), en el conjunto estambuleño Mondragón ganaría 2 ligas (2002 y 2006) y una Copa de Turquía (2005). Su exitoso paso por el equipo hizo que se ganara el respeto y el aprecio de los aficionados rápidamente, era el alma del equipo, ya que organizaba las oraciones durante los partidos. Fue elegido como el Mejor Portero de la Superliga turca 2002 y fue elegido en 2 ocasiones como el guardameta de la jornada en la Liga de Campeones. Mondragón participó en 185 partidos con el conjunto turco.

### Colonia

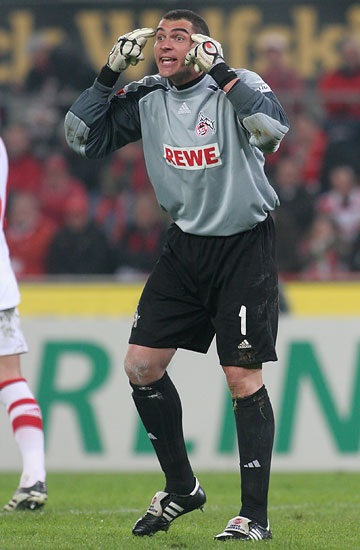
Faryd Mondragón jugando con el FC Köln ante el Borussia Mönchengladbach

En mayo de 2007, Mondragón es traspasado al Colonia, equipo de la Segunda División de Alemania. Después de llegar a su nuevo club, se vio obligado a competir por el puesto de titular en el equipo con Stefan Wessels, que era el titular. Después de la gran pretemporada del colombiano, Faryd sería el nuevo titular del equipo, lo que hizo que Stefan Wessels decidiera marcharse al Everton. 
Mondragón sería el portero de titular del Colonia en la Bundesliga, pero después de un altercado con su entrenador Zvonimir Soldo por ser convocado para jugar 2 amistosos con la selección de Colombia, lo que no cayó nada bien en el entrenador, quedaría relegado a suplente y el croata Miro Varvodić sería el nuevo titular. Faryd jugaría 106 partidos para el Colonia en 3 temporadas, para luego ser traspasado al Philadelphia Union.

### Philadelphia Union
En enero de 2011 se confirma su llegada desde el Colonia al fútbol de Estados Unidos, para jugar con el Philadelphia Union de la Major League Soccer. Durante el año tuvo continuidad, siendo el portero titular y capitán del equipo. A mediados de año, fue nombrado como uno de los integrantes del equipo MLS All-Stars. En septiembre de este año sufre una lesión en uno de sus dedos que lo alejó un mes de las canchas.

### Deportivo Cali

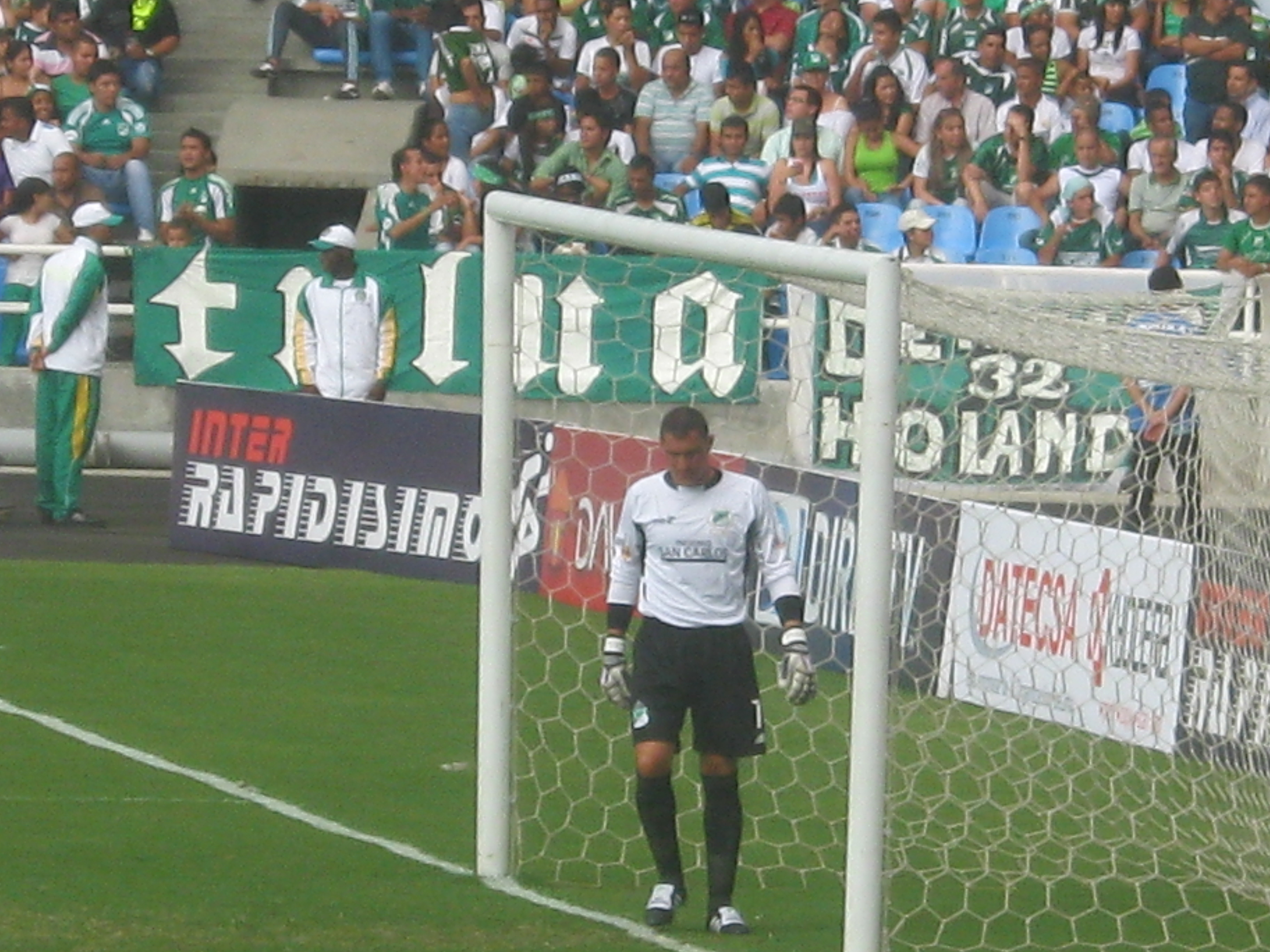
Mondragón en su segunda etapa en el Deportivo Cali

En 2012, Mondragón firma contrato con el Deportivo Cali, en el cual es figura del equipo, razón por la cual el 10 de agosto de 2012 fue nuevamente convocado a la selección colombiana.

## Selección de Colombia
Fue internacional con la selección de Colombia, jugó cincuenta y cinco partidos internacionales, participando en tres ocasiones en Copas del Mundo, en 1994 de suplente y en 1998 de titular. Además, ha participado en cinco eliminatorias mundialistas (1994, 1998, 2002, 2006 y 2014) con su selección. Convocado en la escuadra nacional en la Copa Mundial de Fútbol de 2014, fue el jugador más veterano en participar en una Copa del Mundo hasta el Mundial de Rusia de 2018, desbancado por Essam El-Hadary. Por otro lado, superó el récord de 12 años como mayor período entre dos participaciones de mundiales, que tenía el suizo Alfred Bickel (1938-1950), ampliando a 16 años el nuevo récord. Su última participación en un Mundial fue en la Copa Mundial de Fútbol de 1998 el 26 de junio ante Inglaterra, el partido terminó 0-2 a favor de los ingleses. Fue un partido muy popular, ya que Mondragón paró numerosas ocasiones de gol evitando que Colombia fuese goleada. Además, Mondragón fue nombrado como el mejor guardameta de la primera ronda de ese Mundial.[cita requerida]
El 13 de mayo de 2014 fue incluido por el entrenador José Pekerman en la lista preliminar de 30 jugadores con miras a la Copa Mundial de Fútbol de 2014. Finalmente, fue seleccionado en la nómina definitiva de 23 jugadores el 2 de junio, convirtiéndose en el único colombiano en repetir en la Copa del Mundo desde 1998 y en el jugador más veterano del torneo.
Mondragón hizo su debut en la Copa Mundial de Fútbol de 2014 entrando en los últimos minutos del segundo tiempo en el último partido de la fase de grupos frente a Japón, convirtiéndose a sus cuarenta y tres años en el jugador con más edad en jugar un partido en la historia del torneo, logro mantenido hasta el siguiente Mundial.

### Participaciones internacionales
- Eliminatorias mundialistas

| Eliminatoria                           | Sede                   | Sede del Mundial       | Posición               | Resultado   | PJ                                 | GR  | VI |
| -------------------------------------- | ---------------------- | ---------------------- | ---------------------- | ----------- | ---------------------------------- | --- | -- |
| Elimnatorias Mundial de USA 1994       | América del Sur        | Estados Unidos         | 1°lugar 10pts Grupo A  | Clasificado | 0 (una convocatoria como suplente) | 0   | 0  |
| Eliminatorias Mundial de Francia 1998  | América del Sur        | Francia                | 3°lugar 28pts          | Clasificado | 12                                 | -14 | 3  |
| Elimnatorias Corea del Sur/Japón 2002  | América del Sur        | Corea del Sur y Japón  | 6°lugar 27pts          | Eliminado   | 0 (2 convocatorias como suplente)  | 0   | 0  |
| Eliminatorias Mundial de Alemania 2006 | América del Sur        | Alemania               | 6°lugar 24pts          | Eliminado   | 3                                  | -1  | 2  |
| Eliminatorias Mundial de Brasil 2014   | América del Sur        | Brasil                 | 2°lugar 30pts          | Clasificado | 0 (11 convocatorias como suplente) | 0   | 0  |
| Total en Eliminatorias                 | Total en Eliminatorias | Total en Eliminatorias | Total en Eliminatorias | 3/5         | 15                                 | -15 | 5  |

- Copas del Mundo

| Mundial                  | Sede                     | Resultado                | PJ                           | GR | VI |
| ------------------------ | ------------------------ | ------------------------ | ---------------------------- | -- | -- |
| Mundial de USA 1994      | Estados Unidos           | Fase de grupos           | 0 (3 partidos como suplente) | 0  | 0  |
| Mundial de Francia 1998  | Francia                  | Fase de grupos           | 3                            | -3 | 1  |
| Mundial de Brasil 2014   | Brasil                   | Cuartos de final         | 1                            | 0  | 1  |
| Total en Copas del Mundo | Total en Copas del Mundo | Total en Copas del Mundo | 4                            | -3 | 2  |

- Juegos Olímpicos

| Juegos Olímpicos      | Sede              | Resultado      | PJ | GR | VI |
| --------------------- | ----------------- | -------------- | -- | -- | -- |
| Juegos Olímpicos 1992 | Barcelona, España | Fase de grupos | 1  | -4 | 0  |

- Copas América

| Torneo                 | Sede                   | Resultado              | PJ                           | GR | VI |
| ---------------------- | ---------------------- | ---------------------- | ---------------------------- | -- | -- |
| Copa América 1993      | Ecuador                | Tercer lugar           | 0 (6 partidos como suplente) | 0  | 0  |
| Copa América 1997      | Bolivia                | Cuartos de final       | 2                            | -4 | 0  |
| Total en Copas América | Total en Copas América | Total en Copas América | 2                            | -4 | 0  |

- Copas Oro

| Torneo             | Sede                    | Resultado          | PJ | GR  | VI |
| ------------------ | ----------------------- | ------------------ | -- | --- | -- |
| Copa Oro 2003      | Estados Unidos y México | Cuartos de final   | 3  | -3  | 1  |
| Copa Oro 2005      | Estados Unidos          | Semifinales        | 5  | -8  | 1  |
| Total en Copas Oro | Total en Copas Oro      | Total en Copas Oro | 8  | -11 | 2  |

## Clubes

### Como jugador
| Club                     | País           | Año       |
| ------------------------ | -------------- | --------- |
| Deportivo Cali           | Colombia       | 1990      |
| Sporting de Barranquilla | Colombia       | 1991      |
| Real Cartagena           | Colombia       | 1992      |
| Santa Fe                 | Colombia       | 1992      |
| Cerro Porteño            | Paraguay       | 1993      |
| Argentinos Juniors       | Argentina      | 1993-1994 |
| Deportivo Cali           | Colombia       | 1994      |
| Santa Fe                 | Colombia       | 1995      |
| Independiente            | Argentina      | 1995-1998 |
| Real Zaragoza            | España         | 1999      |
| Independiente            | Argentina      | 1999-2000 |
| Metz                     | Francia        | 2000-2001 |
| Galatasaray              | Turquía        | 2001-2007 |
| Colonia                  | Alemania       | 2007-2010 |
| Philadelphia Union       | Estados Unidos | 2011      |
| Deportivo Cali           | Colombia       | 2012-2014 |

### Como dirigente
| Club          | País      | Año  | Ref.          |
| ------------- | --------- | ---- | ------------- |
| Independiente | Argentina | 2020 | [ 13 ] [ 14 ] |

## Estadísticas

### Clubes
| Club                                | Temporada     | Liga  | Liga  | Copas nacionales | Copas nacionales | Copas internacionales | Copas internacionales | Total | Total |
| Club                                | Temporada     | Part. | Goles | Part.            | Goles            | Part.                 | Goles                 | Part. | Goles |
| ----------------------------------- | ------------- | ----- | ----- | ---------------- | ---------------- | --------------------- | --------------------- | ----- | ----- |
| Deportivo Cali · Colombia           | 1990          | 1     | 0     | –                | –                | –                     | –                     | 1     | 0     |
| Sporting de Barranquilla · Colombia | 1991          | 25    | 0     | –                | –                | –                     | –                     | 25    | 0     |
| Real Cartagena · Colombia           | 1992          | 15    | 0     | –                | –                | –                     | –                     | 15    | 0     |
| Santa Fe · Colombia                 | 1992          | 2     | 0     | –                | –                | –                     | –                     | 2     | 0     |
| Cerro Porteño Paraguay              | 1993          | 11    | 0     | –                | –                | 12                    | 0                     | 23    | 0     |
| Argentinos Juniors Argentina        | 1993-94       | 21    | 0     | –                | –                | –                     | –                     | 21    | 0     |
| Deportivo Cali · Colombia           | 1994          | 5     | 0     | –                | –                | –                     | –                     | 5     | 0     |
| Santa Fe · Colombia                 | 1995          | 30    | 0     | –                | –                | –                     | –                     | 30    | 0     |
| Santa Fe · Colombia                 | Total         | 32    | 0     | 0                | 0                | 0                     | 0                     | 32    | 0     |
| Independiente Argentina             | 1995-96       | 27    | 0     | –                | –                | 1                     | 0                     | 28    | 0     |
| Independiente Argentina             | 1996-97       | 33    | 0     | –                | –                | –                     | –                     | 33    | 0     |
| Independiente Argentina             | 1997-98       | 26    | 1     | –                | –                | 5                     | 0                     | 31    | 1     |
| Independiente Argentina             | 1998-99       | 17    | 0     | –                | –                | –                     | –                     | 17    | 0     |
| Real Zaragoza · España              | 1998-99       | 13    | 0     | –                | –                | –                     | –                     | 13    | 0     |
| Independiente Argentina             | 1999-00       | 16    | 0     | –                | –                | –                     | –                     | 16    | 0     |
| Independiente Argentina             | Total         | 119   | 1     | 0                | 0                | 6                     | 0                     | 125   | 1     |
| Metz Francia                        | 2000-01       | 30    | 0     | 1                | 0                | –                     | –                     | 31    | 0     |
| Galatasaray Turquía                 | 2001-02       | 28    | 0     | –                | –                | 15                    | 0                     | 43    | 0     |
| Galatasaray Turquía                 | 2002-03       | 32    | 0     | 1                | 0                | 6                     | 0                     | 39    | 0     |
| Galatasaray Turquía                 | 2003-04       | 27    | 0     | 1                | 0                | 10                    | 0                     | 38    | 0     |
| Galatasaray Turquía                 | 2004-05       | 34    | 0     | 4                | 0                | 0                     | 0                     | 38    | 0     |
| Galatasaray Turquía                 | 2005-06       | 34    | 0     | 2                | 0                | 2                     | 0                     | 38    | 0     |
| Galatasaray Turquía                 | 2006-07       | 30    | 0     | 4                | 0                | 8                     | 0                     | 42    | 0     |
| Galatasaray Turquía                 | Total         | 185   | 0     | 12               | 0                | 41                    | 0                     | 238   | 0     |
| Köln · Alemania                     | 2007-08       | 31    | 0     | 0                | 0                | –                     | –                     | 31    | 0     |
| Köln · Alemania                     | 2008-09       | 31    | 0     | 2                | 0                | –                     | –                     | 33    | 0     |
| Köln · Alemania                     | 2009-10       | 32    | 0     | 4                | 0                | –                     | –                     | 36    | 0     |
| Köln · Alemania                     | 2010-11       | 12    | 0     | 2                | 0                | –                     | –                     | 14    | 0     |
| Köln · Alemania                     | Total         | 106   | 0     | 8                | 0                | 0                     | 0                     | 114   | 0     |
| Philadelphia Union Estados Unidos   | 2011          | 27    | 0     | 3                | 0                | –                     | –                     | 30    | 0     |
| Deportivo Cali · Colombia           | 2012          | 33    | 0     | 1                | 0                | –                     | –                     | 34    | 0     |
| Deportivo Cali · Colombia           | 2013          | 40    | 0     | 1                | 0                | –                     | –                     | 41    | 0     |
| Deportivo Cali · Colombia           | 2014          | 5     | 0     | 2                | 0                | 5                     | 0                     | 12    | 0     |
| Deportivo Cali · Colombia           | Total         | 84    | 0     | 4                | 0                | 5                     | 0                     | 93    | 0     |
| Total carrera                       | Total carrera | 668   | 1     | 28               | 0                | 64                    | 0                     | 760   | 1     |

### Selección
| Selección | Año   | Partidos | Goles |
| --------- | ----- | -------- | ----- |
| Colombia  | 1993  | 2        | 0     |
| Colombia  | 1994  | 0        | 0     |
| Colombia  | 1995  | 2        | 0     |
| Colombia  | 1996  | 9        | 0     |
| Colombia  | 1997  | 8        | 0     |
| Colombia  | 1998  | 5        | 0     |
| Colombia  | 1999  | 0        | 0     |
| Colombia  | 2000  | 0        | 0     |
| Colombia  | 2001  | 3        | 0     |
| Colombia  | 2002  | 0        | 0     |
| Colombia  | 2003  | 7        | 0     |
| Colombia  | 2004  | 0        | 0     |
| Colombia  | 2005  | 8        | 0     |
| Colombia  | 2006  | 0        | 0     |
| Colombia  | 2007  | 0        | 0     |
| Colombia  | 2008  | 0        | 0     |
| Colombia  | 2009  | 0        | 0     |
| Colombia  | 2010  | 1        | 0     |
| Colombia  | 2011  | 0        | 0     |
| Colombia  | 2012  | 1        | 0     |
| Colombia  | 2013  | 2        | 0     |
| Colombia  | 2014  | 3        | 0     |
| Total     | Total | 51       | 0     |

### Gol
| #   | Fecha                 | Competición      | Partido             | Resultado | Modo  | Arquero rival       |
| --- | --------------------- | ---------------- | ------------------- | --------- | ----- | ------------------- |
| 1.ª | 26 de octubre de 1997 | Primera división | Independiente-Vélez | 2-5       | Penal | José Luis Chilavert |

## Palmarés

### Campeonatos nacionales
| Título                | Equipo         | País     | Año     |
| --------------------- | -------------- | -------- | ------- |
| Superliga de Turquía  | Galatasaray    | Turquía  | 2001/02 |
| Copa de Turquía       | Galatasaray    | Turquía  | 2004/05 |
| Superliga de Turquía  | Galatasaray    | Turquía  | 2005/06 |
| Superliga de Colombia | Deportivo Cali | Colombia | 2014    |

### Campeonatos internacionales
| Título                 | Equipo        | País      | Año  |
| ---------------------- | ------------- | --------- | ---- |
| Supercopa Sudamericana | Independiente | Argentina | 1995 |
| Recopa Sudamericana    | Independiente | Argentina | 1995 |

## Retiro
Después de que la selección colombiana cayera eliminada en cuartos de final de la Copa Mundial de Fútbol de 2014, Faryd anunció por medio de un vídeo en su cuenta de Twitter su despedida del fútbol.
El seleccionador José Pekerman permitió que Faryd jugara los últimos minutos del partido ante Japón, para que pudiera obtener el récord como el jugador de más edad en jugar un Mundial, con cuarenta y tres años y tres días. Pero, en el Mundial 2018, fue superado por el arquero egipcio Essam El-Hadary con 45 años y 161 días en el partido de la tercera fecha del grupo A, Egipto vs. Arabia Saudita.
Mondragón culminaría su carrera habiendo anotado 1 gol y jugado 787 partidos tras 24 años de actividad.

## Controversias
En el año 2012, Mondragón previo a un partido de la selección Colombia y su similar de Chile fue filmado saliendo de un reconocido burdel de la ciudad de Santiago. El para aquel momento jugador se encontraba con el presidente de un club colombiano y otros compañeros de selección con el aval del entrenador de la época, según sus propias declaraciones.
Para 2015, ya retirado, protagonizó una fuerte pelea con un hombre en el aeropuerto Ernesto Cortissoz de la ciudad de Barranquilla aparentemente por temas futboleros.
En enero de 2016, fue internado de emergencia por una sobredosis de antidepresivos, horas antes a través de sus redes sociales Mondragón compartió imágenes y mensajes que denotaban una condición claramente depresiva. La noticia trascendió tanto que la Fiscalía comenzó a investigar la situación.
En agosto de 2019, días después de que la selección femenina de fútbol de Colombia se consagró campeona en los Juegos Panamericanos de Lima, Mondragón en un acto público del gobierno declaró: «Señora vicepresidenta (Marta Lucia Ramírez), no había tenido el placer de conocerla y felicitarla porque esa medalla que ganaron las niñas anoche es suya, en gran parte, porque usted ha sido la madrina de esas niñas. Sin usted esas niñas no estarían desempeñándose y representándonos bien». Esto causó una indignación total en las jugadoras las cuales le han contestado con fuertes y contundentes críticas. Tras la anterior polémica se filtró a través de Twitter una serie de imágenes en las que se veía el contrato millonario que Mondragón tiene con el gobierno de Colombia desde el día de dicho evento. La noticia nuevamente causó una gran indignación entre la sociedad colombiana, a lo cual Mondragón no se ha referido al tema.